# Conselleria de Treball i Benestar de la Xunta de Galícia
La Conselleria de Treball i Benestar de la Xunta de Galícia (en gallec Consellaría de Traballo e Benestar) és una conselleria de la Xunta de Galícia que s'ocupa del foment de l'ocupació, la formació professional i els serveis socials, incloses les llars d'infants i l'assistència a persones dependents o immigració.

## Història
El Departament de Treball va néixer en 1982, en el primer govern autònom de Xerardo Fernández Albor. Durant aquests anys sovint canviat de nom i desaparegué sumant-se a altres àrees. Així, en 1986 i 1987 fou incorporada a Indústria, de 1993 i 1997 a la Conselleria de Justícia, de 1997 a 2003 a la de Família i en 2003 i 2005 a la d'Afers Socials.

## Estructura interna

### Secretaries i direccions generals
Endemés de la necessària Secretaria General de la conselleria, la conselleria de Treball compta amb les següents direccions generals:
- Secretaria general de Política social: Coro Piñeiro
- Direcció general de Relacions laborals: Odilo Martiñá
- Direcció general de Formació i col·locació: Ana María Díaz López
- Direcció general de Promoció de Feina: Andrés Hermida Trastoy
- Direcció general de la Joventut i el voluntariat: Ovidio Rodeiro

### Ens adscrits
- Instituto Galego de Seguridade e Saúde Laboral
- Consello Galego de Relacións Laborais

## Consellers
1. Juan Corral (1982-1986). Com a conseller de Treball, Seguretat Social i Emigració.
2. Luciano Asorey (1986-1987). Com a conseller de Treball, Indústria e Turisme
3. Miguel Martínez Losada (1987-1990). Com a conseller de Treball i Benestar Social.
4. Manuel Pérez Álvarez (1990-1991). Com a conseller de Treball i Serveis Socials
5. Xosé Antonio Gil Sotres (1991-1993).
6. Xoán Manuel Diz Guedes (1993-1996). Com a conseller de Justícia, Interior i Relacions Laborals.
7. Xesús Palmou (1996-1997).
8. Manuela López Besteiro (1997-2001). Com a consellera de Familia, Promoció de Feina, Dona i Joventut.
9. María Xosé Cimadevila (2001-2004). Com a consellera de Conselleria d'Afers Socials, Feina i Relacions Laborals.
10. Belén Prado (2004-2005).
11. Ricardo Varela (2005-2009). Com a conseller de Treball.
12. Beatriz Mato (2009-). Com a consellera de Treball i Benestar.